# Хронология вторжения России на Украину (январь 2024)
Эта статья является частью хронологии широкомасштабного вторжения РФ на Украину и описывает события, произошедшие в январе 2024 года.

## 1 января

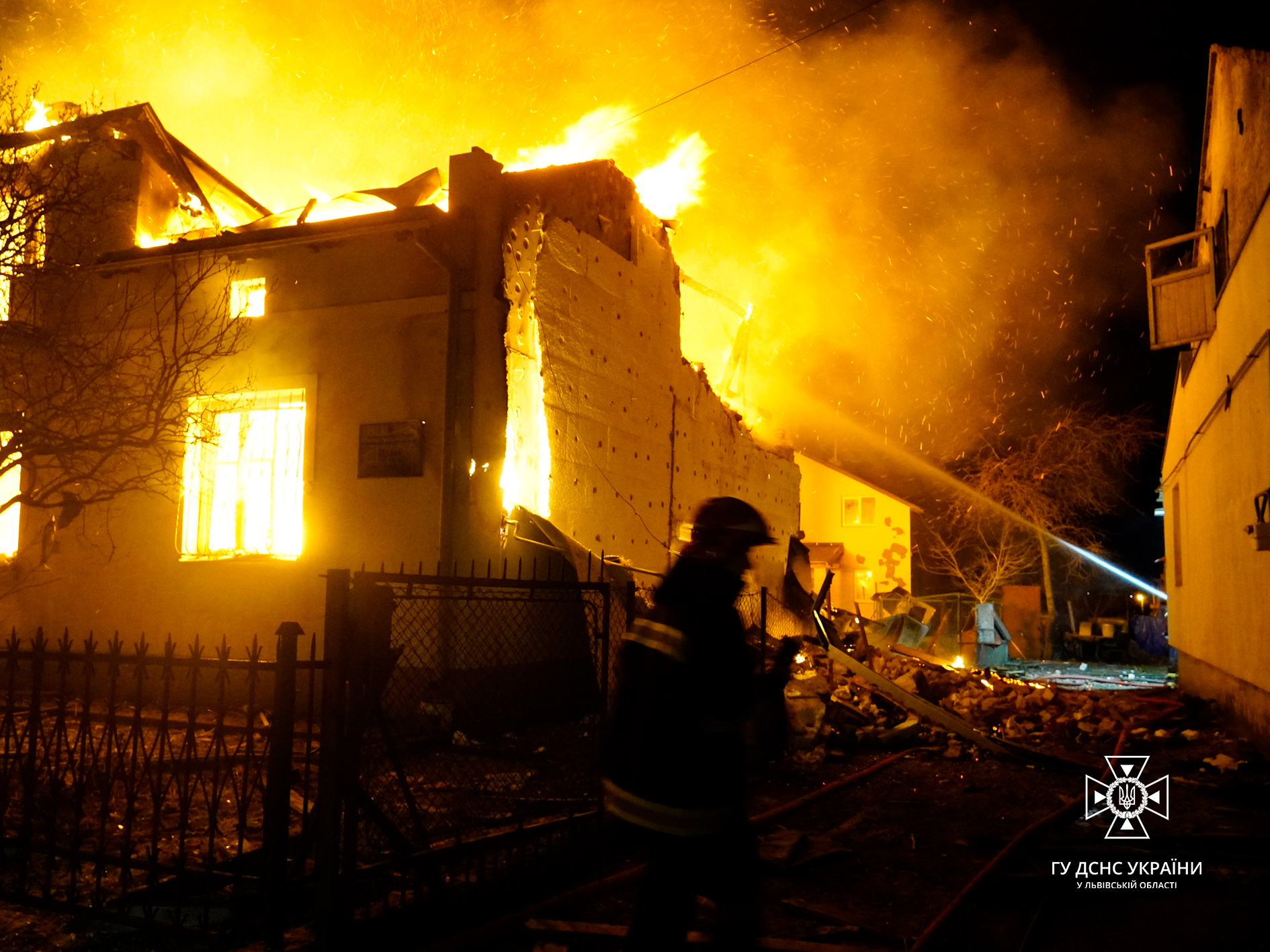
Музей Романа Шухевича после удара

В новогоднюю ночь Украина подверглась массированной атаке дронами «Shahed», которая длилась 11 часов. Согласно заявлениям ВСУ, они зафиксировали 90 беспилотников, из которых было сбито 87. Был уничтожен Мемориальный музей Романа Шухевича во Львове и повреждено здание (в котором учился Степан Бандера) Львовского национального университета природопользования. Удар был нанесён в 115 годовщину со дня рождения Степана Бандеры. Мэр Львова Андрей Садовой заявил: «В день рождения Степана Бандеры москали полностью уничтожили музей генерал-хорунжого УПА Романа Шухевича в Белогорще».
В Одесской области были повреждены жилые дома и припортовая инфраструктура. Погиб подросток, ранены ещё три человека.
Вечером 1 января и в течение ночи на 2 января российские военные запустили 35 ударных беспилотников типа «Шахед-136/131». Согласно заявлениям ВСУ, все дроны сбиты.
В оккупированном российскими войсками Донецке в результате обстрела, совершенного, по словам главы ДНР Дениса Пушилина, украинскими силами системами РСЗО, погибло 4 человека, а ещё 13 человек получили ранения. Среди погибших был российский журналист. Под обстрел попала центральная часть города, в частности гостиница «Донбасс Палас».

## 2 января

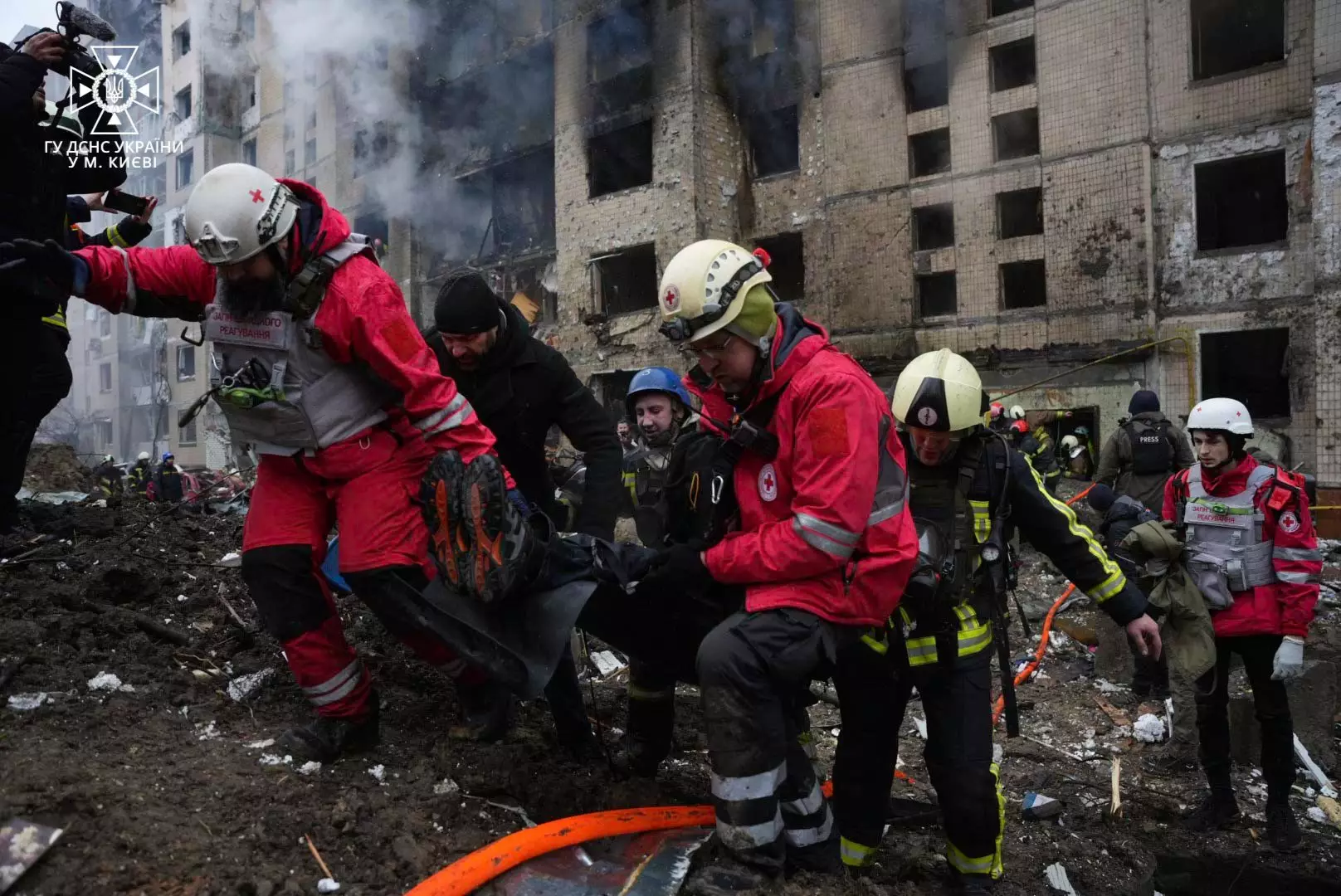
Медики выносят пострадавших из повреждённого дома в Киеве

Около 6 утра 16 российских бомбардировщиков Ту-95МС выпустили около 70 ракет Х-101 / Х-555 / Х-55. Около 7:30 утра россияне атаковали Украину и с помощью ракет «Кинжал», выпущенных с истребителей МиГ-31. Также россияне с моря атаковали 3 ракетами Калибр, с севера — 12 баллистическими ракетами Искандер-М / С-300 / С-400, а с истребителей Су-35 были запущены 4 противорадиолокационные ракеты Х-31П.
Основными целями атак стали Киев и Харьков. Известно о двух погибших в Киеве, двух в Киевской области и двух в Харькове; более 120 человек пострадали.
Во время атаки на Украину над селом Петропавловка в Воронежской области произошел «нештатный сход авиационного боеприпаса». По первоначальному заявлению российских властей, пострадавших не было, но были повреждены как минимум семь частных домов. Позже они заявили о четырёх пострадавших и повреждении более ста домов (треть всех домов села), из которых 9 разрушены полностью.

## 3 января

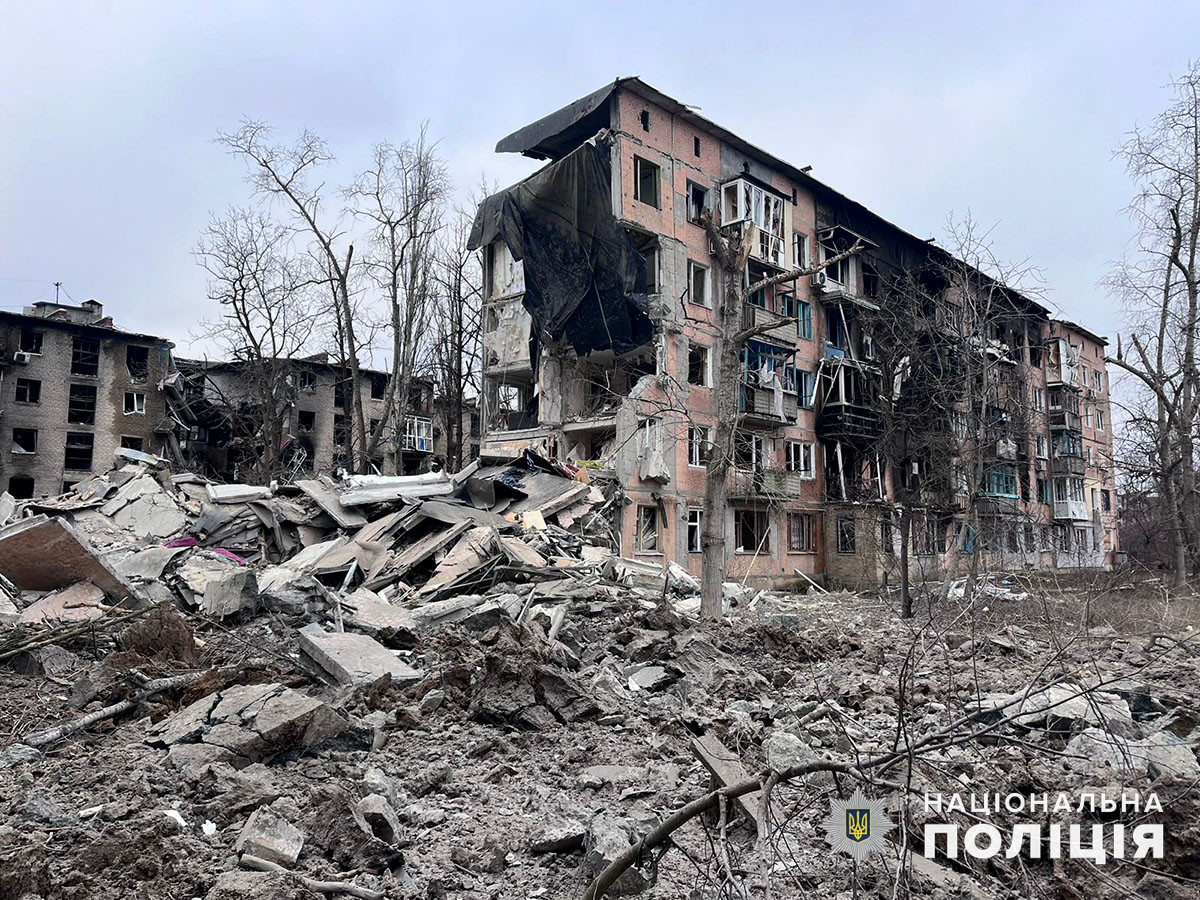
Дома в Авдеевке, 3 января

По сообщениям Минобороны РФ, Украина 3 января атаковала Белгород с помощью 12 ракет и нескольких БПЛА. ВСУ использовали 6 ракет «Точка У» и 6 ракет, выпущенных из РСЗО «Ольха». Губернатор области Вячеслав Гладков заявил, что ситуация продолжает «оставаться напряжённой» в Белгороде, где, по словам России, в результате украинского обстрела 30 декабря погибли 25 мирных жителей, включая пятерых детей.
Первый за полгода обмен пленными между Россией и Украиной. Минобороны РФ заявило о возврате 248 российских военнослужащих, а президент Украины — о возврате 224 украинских военнослужащих и 6 гражданских.

## 4 января
Аннексированный Крым подвергся очередным ракетным ударам со стороны украинских сил. Взрывы прозвучали в Севастополе и Евпатории. Российский губернатор Севастополя Михаил Развожаев назвал ракетную атаку на город «самой массированной за последнее время». Обломки одной из ракет попали в Севастополе в жилой дом, пострадал один человек. Минобороны РФ заявило, что российские ПВО сбили десять авиационных управляемых ракет. Согласно заявлениям российской стороны, над Крымом было перехвачено 36 украинских БПЛА. Однако представители ВСУ заявили, что ими был уничтожен российский командный пункт вблизи Севастополя. Позднее ВСУ заявили, что ими был поражён и склад с боеприпасами в районе Первомайского.
По сообщению The New York Times, опубликованы открытые карты ISW, которые свидетельствуют о том, что вся территория Марьинки является плацдармом ВС РФ. Помимо этого, 4 января 2024 года украинская сторона заявила о том, что ВСУ ведут бои за Марьинкой, фактически подтвердив, что Украина утратила контроль над городом.

## 5 января
ГУР МО Украины заявил, что украинский спецназ провёл рейд в Белгородскую область, где украинские военные заминировали «единственную дорогу, по которой передвигались российские военные на указанном участке» и «атаковали российский взводный опорный пункт».
Согласно заявлениям Михаила Подоляка, РФ впервые атаковала Киев с помощью баллистических ракет, поставленных Северной Кореей. Ранее США выступили с аналогичным заявлением. Кремль оставил инцидент без комментариев.

## 6 января

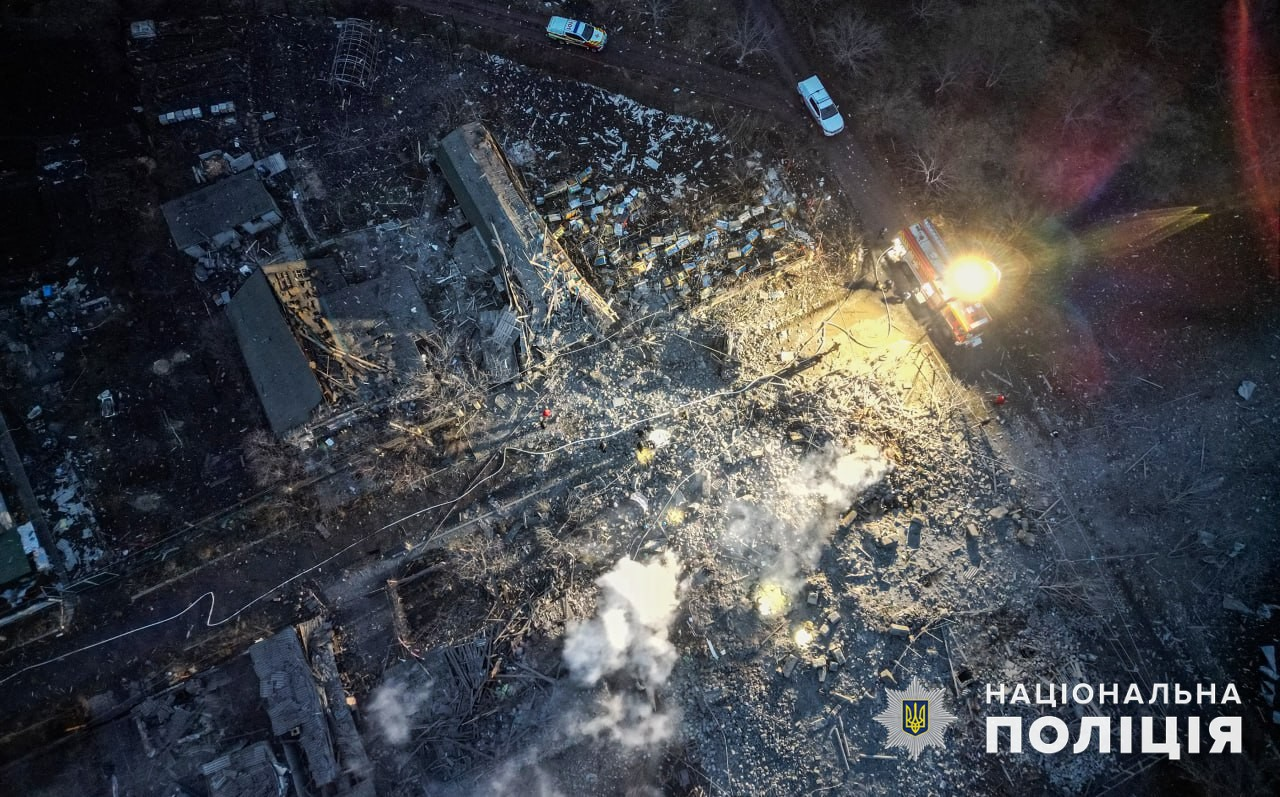
Разрушения в селе Ровное после удара

Российские войска обстреляли Покровск и соседнее село Ровное Донецкой области ракетами С-300. Погибли 11 человек, в том числе 5 детей. Украинский президент Владимир Зеленский заявил, что удары пришлись «по обычной жилой застройке, по частным домам». Он отметил: «ни один из таких ударов без последствий для государства-террориста не пройдёт».
Российский президент Владимир Путин в резиденции Ново-Огарёво в канун православного Рождества встретился с семьями российских военнослужащих, погибших в ходе вторжения в Украину.

## 7 января
Украина
В ночь на 7 января россияне атаковали Украину 28 дронами Shahed и тремя ракетами С-300. По словам украинских военных, 21 из 28 дронов Shahed им удалось сбить. По словам главы Кировоградской областной администрации Андрея Райковича, в Кропивницком районе в результате падения обломков были повреждены частный дом и линия электропередачи, но никто не пострадал.
Утром 7 января россияне несколько часов вели по Херсону артиллерийский огонь. Огонь вёлся по району рынка и жилым кварталам. Погибли два мирных жителя, ещё двое получили ранения.
В Днепровском районе Днепропетровской области из-за сбитой российской ракеты был разрушен частный дом, ещё 16 домов получили повреждения, однако обошлось без жертв. В результате российского обстрела Купянского района Харьковской области погиб один мирный житель, ещё двое получили ранения. Власти Сумской области заявили о российском обстреле города Кролевец, в результате чего было повреждено 23 частных дома.
Согласно заявлениям российской стороны, ПВО ВС РФ сбили два военных самолёта ВСУ: Су-25 рядом с городом Днепр и Су-27 около Кривого Рога.
Россия
Губернатор Белгородской области Вячеслав Гладков заявил, что за сутки ВСУ выпустили по населённым пунктам области 120 снарядов.
По сообщениям российских властей, в Брянской области было сбито два украинских беспилотника.
В Челябинске суд отправил под арест 16-летного подростока из Дагестана, которого российские власти обвинили в попытке поджечь истребитель Су-34 на военном аэродроме Шагол.
В мире
Спикер Палаты представителей США Джеймс Майкл Джонсон заявил, что своим голосованием против транша новой военной помощи Украине он посылал сигнал администрации Джо Байдена, а не демонстрировал отсутствие решимости поддерживать Украину. Он сказал, что требует от Белого дома ясной стратегии в отношении войны.
Министр иностранных дел Италии Антонио Таяни заявил, что Европейскому союзу необходимо создать единую армию.

## 8 января

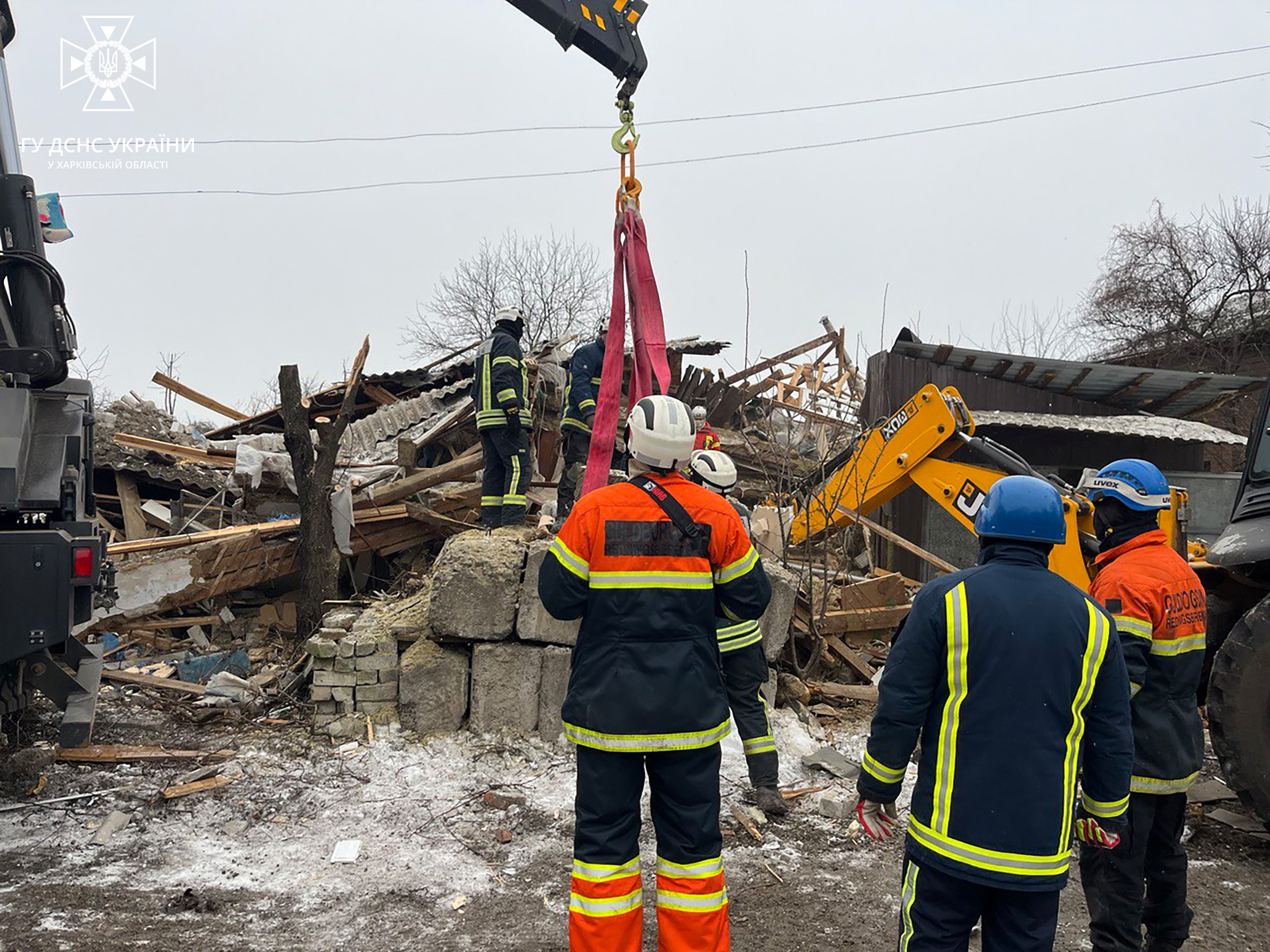
Разрушенный дом в Змиёве Харьковской области

Ранним утром российская армия нанесла массированный ракетный удар крылатыми, баллистическими и гиперзвуковыми ракетами по Украине. Взрывы прозвучали в Кривом Роге, Запорожье, Днепре, Хмельницком и в Харьковской области. Промышленные и гражданские строения получили повреждения. В Харькове повреждены предприятие и учебное заведение. В Змиёве попадание в частный дом. В Запорожье попадание в жилые районы. В Новомосковске в результате удара повреждения получили жилые здания, пострадали около 20 человек. В Кривом Роге сильные повреждения получил торговый центр, а также жилое здание. В Криворожском районе был разрушен частный дом. Всего в результате атаки пострадали не менее 45 человек, четверо погибло. По словам Валерия Залужного, пострадали военные и гражданские объекты, а также критически важная инфраструктура.
По заявлениям Минобороны РФ, удары с помощью высокоточного оружия наносились по предприятиям, производящим вооружение.
По информации украинской стороны, из 51 выпущенной за последние дни ВС РФ ракеты ВСУ удалось сбить лишь 18. Украина объяснила это большим количеством выпущенных Россией ракет. Официальный представитель ВВС Украины Юрий Игнат объяснил это тем, что удары наносились по незащищенным областям Украины. Игнат также заявил, что страна испытывает нехватку зенитных управляемых ракет.
По информации российской стороны, в результате обстрела Белгорода ранения получили три человека, они прооперированы и находятся в реанимации. По заявлениям Минобороны РФ, ПВО сбили 10 ракет RM-70 Vampire.

## 11 января
Турция, Болгария и Румыния подписывают Соглашение о разминировании Чёрного моря.

## 13 января

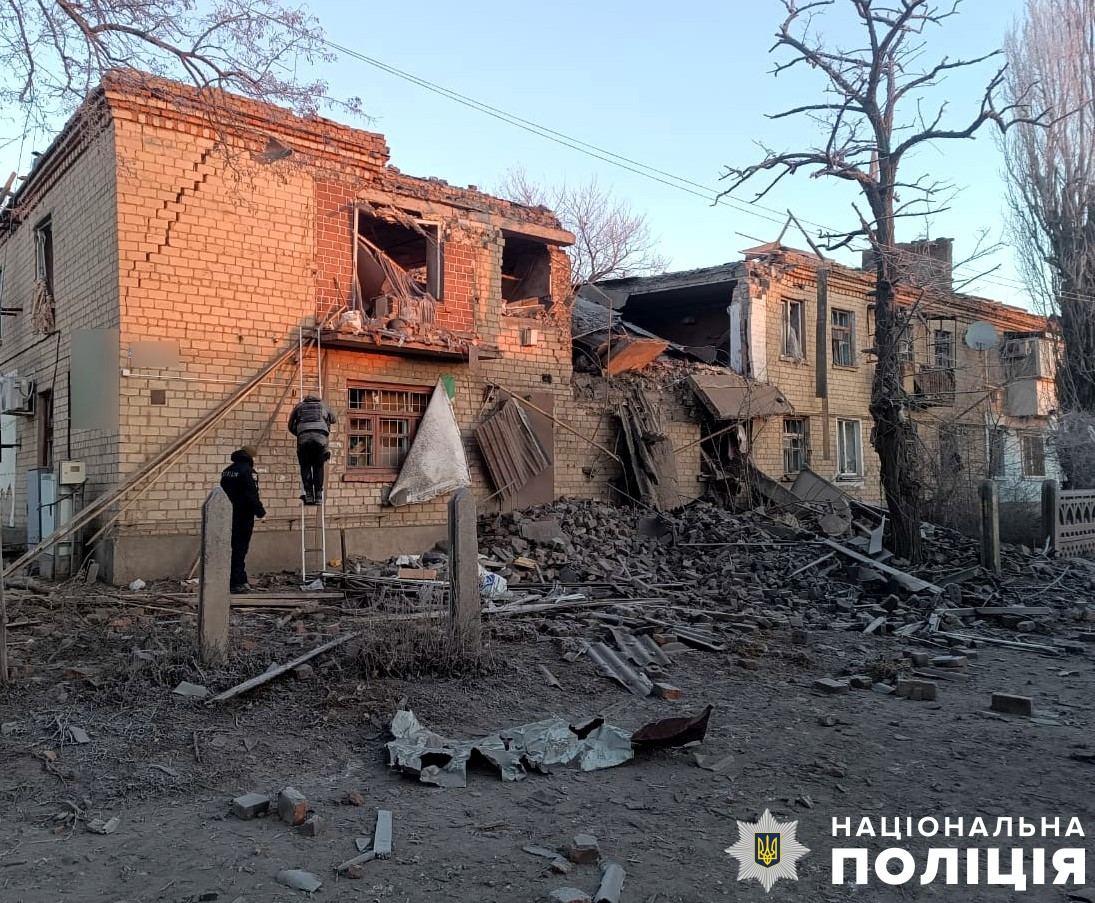
Разрушенный дом в Бериславе (Херсонская область)

Россия нанесла удары беспилотниками и баллистическими ракетами по объектам, расположенным в Киевской, Ивано-Франковской, Черниговской, Днепропетровской и Полтавской областях. По информации ВВС Украины, удары были нанесены тремя БПЛА и 37 ракетами, 8 из которых ПВО удалось уничтожить и ещё несколько — перехватить с помощью РЭБ. Было повреждено несколько зданий. По информации украинской стороны, в Сумской области был ранен местный житель.
По информации российской стороны, ВС РФ нанесли массированный удар по объектам военно-промышленного комплекса Украины, производящим порох, беспилотники и снаряды. По заявлениям Минобороны РФ, все цели были поражены.

## 14 января
Украинские СМИ со ссылкой на ВВС Украины сообщили, что вечером воздушные силы ВСУ сбили над Азовским морем российский самолёт-разведчик А-50 и подбили воздушный командный пункт Ил-22М11.

## 16 января
16 января губернатор Харьковской области Олег Синегубов призвал жителей двух деревень Купянского района эвакуироваться из-за усилений атак ВС РФ.
Официальные лица РФ сообщили, что в результате атаки беспилотника в Воронеже пострадали 6-летние дети, мальчик и девочка. Минобороны РФ сообщило об уничтожении 5 украинских БПЛА средствами ПВО и о перехвате ещё трёх в Белгородской области. Российская сторона также заявила о перехвате четырёх беспилотников в Белгородской области.

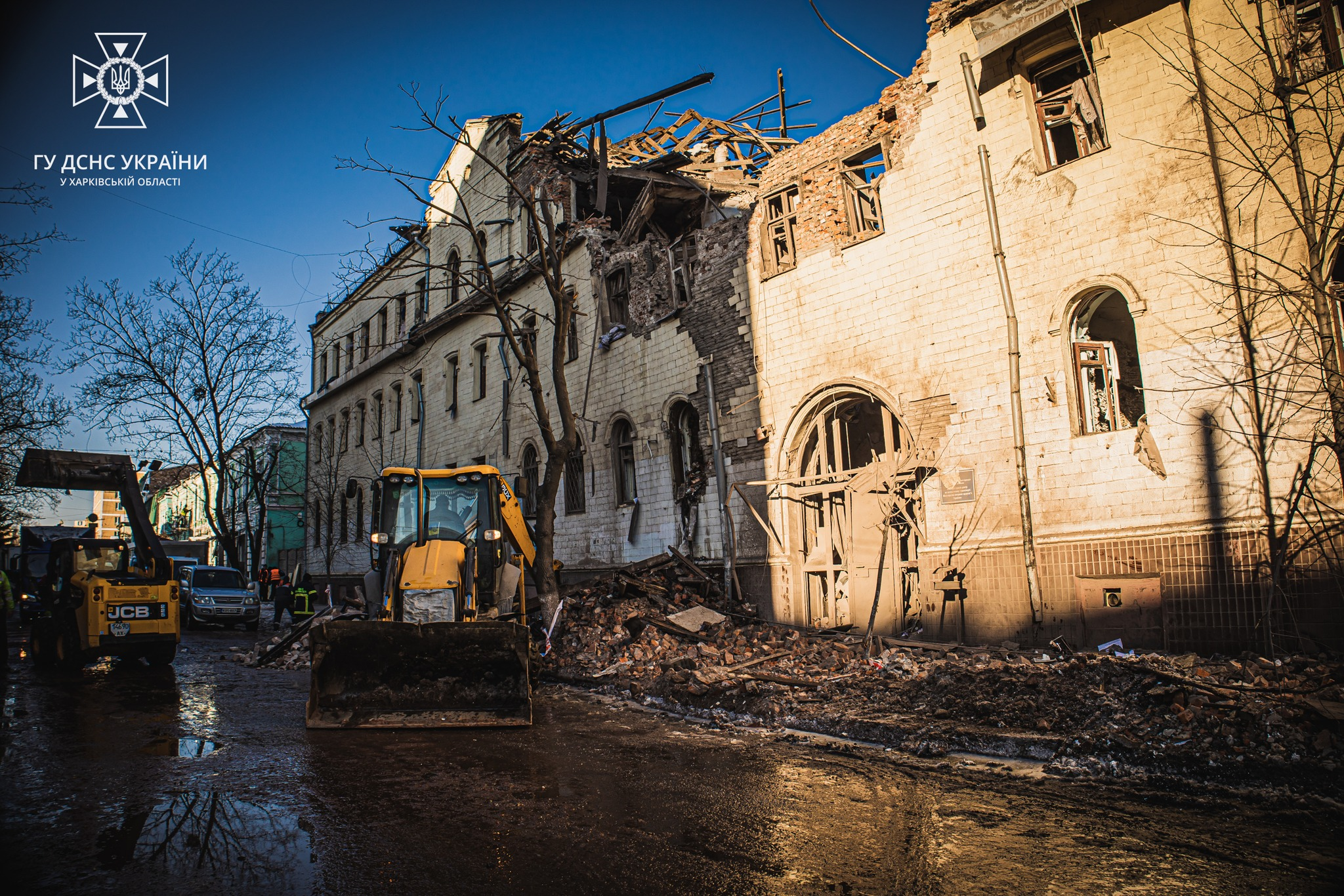
Санэпидстанция (здание больницы XIX века) в Харькове после удара 16 января

Министерство обороны РФ заявило о высокоточном ударе российских войск, которым было разрушено здание в Харькове, где, согласно заявлению ведомства, размещались «французские наёмники». Как отмечало издание Reuters, Минобороны РФ заявило о гибели более 60 человек, однако не предоставило никаких доказательств. Харьковские власти, в свою очередь, сообщили, что 16 января две российские ракеты С-300 поразили жилые дома и медицинский центр, ранив 17 человек. В прокремлёвских телеграм-каналах были опубликованы списки якобы погибших «французских наемников». Журналисты агентства Франс Пресс поговорили с тремя гражданами Франции, которые служат или служили в Интернациональном легионе Украины и были перечислены в этих списках. МИД Франции выпустил заявление, в котором отрицает, что на территории Украины или где-либо ещё воюют французские наёмники.

## 17 января
По сообщению российских СМИ, по Санкт-Петербургу был нанесён удар беспилотниками, два из которых были сбиты в Финском заливе, а третий, по сообщению одного из СМИ, взорвался между двумя топливными баками на территории нефтяного объекта. Источник Reuters в ВСУ заявил о том, что все БПЛА достигли своих целей. Согласно заявлениям губернатора Санкт-Петербурга, по городу были нанесены удары, но пострадавших нет. Минобороны РФ заявило о сбитии одного беспилотника над территорией Ленинградской области, второго — над территорией Московской области. Владимир Рогов заявил, что удар по терминалу был нанесён БПЛА с 3-килограммовым зарядом взрывчатки, повреждений у нефтяного терминала нет.
Российская сторона сообщила об обстреле Белгорода, в ходе которого все 11 выпущенных по городу ракет (7 ракет «Ольха» и 4 RM-70 Vampire), а также четыре беспилотника были сбиты ПВО. Один человек получил ранения.

## 18 января

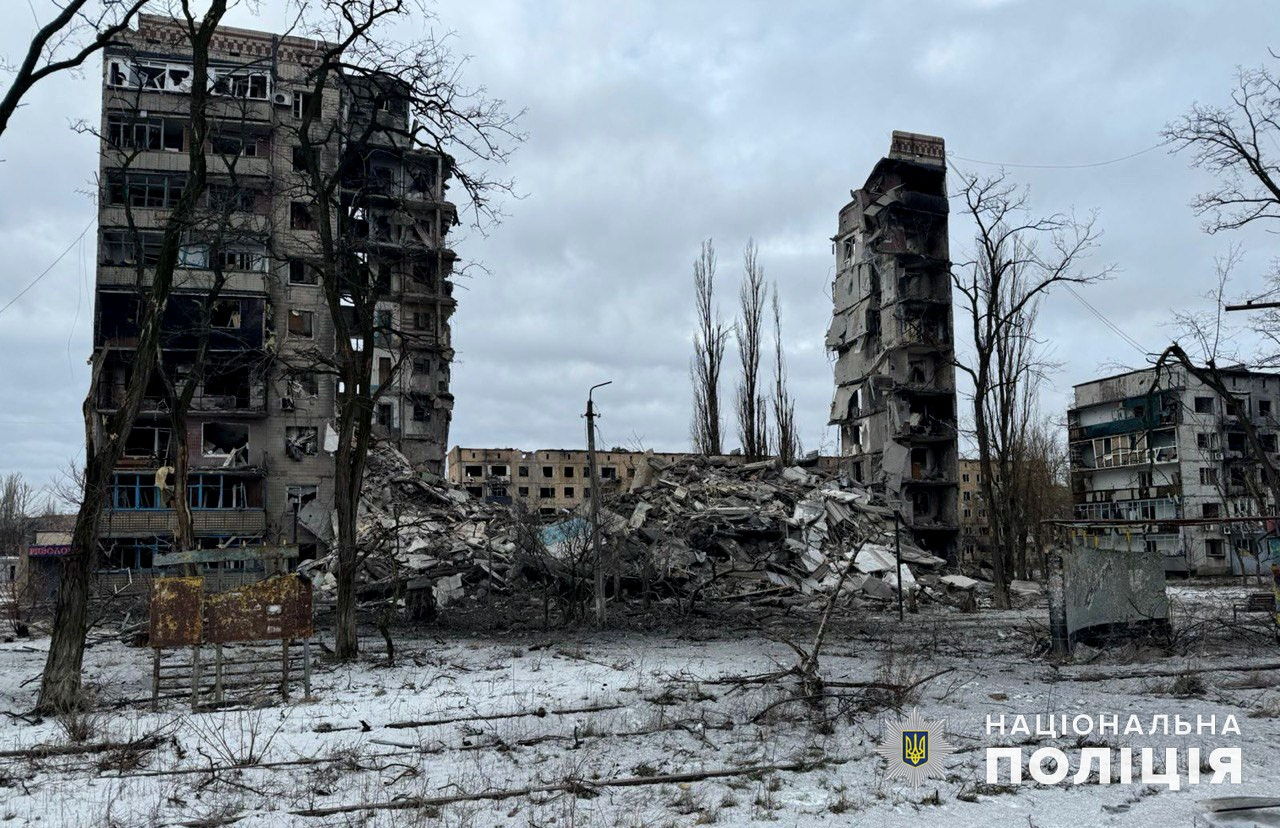
Остатки дома в Авдеевке

В соответствии с картами ISW, вооружённые силы РФ продвинулись в направлении Богдановки и Клещиевки, северо-восточнее и южнее Бахмута.
Согласно заявлениям Минобороны РФ, село Весёлое, находящееся севернее Соледара, перешло под контроль ВС РФ. Карта ISW подтверждает захват села.

## 19 января
По сообщению губернатора Брянской области Александра Богомаза, после удара БПЛА на территории Клинцовской нефтебазы возникло возгорание. Губернатор также заявил, что беспилотник был посажен при помощи РЭБ, но случился сброс заряда на территорию нефтебазы. В тушении пожара были задействованы 13 пожарных расчётов. Агентство ТАСС сообщило, что площадь возгорания составила 1000 м².

## 20 января
Российская сторона заявила, что контролирует село Крахмальное. Представитель ВСУ подтвердил, что украинские военные выведены из села, при этом населённый пункт не имеет большого военного значения.

## 21 января
Утром в Донецке в результате обстрела, совершённого, по словам мэра ДНР Алексея Кулемзина, украинскими силами из ствольной артиллерии, погибло 28 человек, более 25 человек получили ранения. По словам Пушилина, удар по рынку был нанесён в тот момент, когда там было много людей.
МИД РФ осудил удар как террористическую атаку, направленную против мирных людей. Сначала украинская сторона никак не прокомментировала случившееся, но впоследствии группировка войск «Таврия» заявила о непричастности к удару.

## 23 января

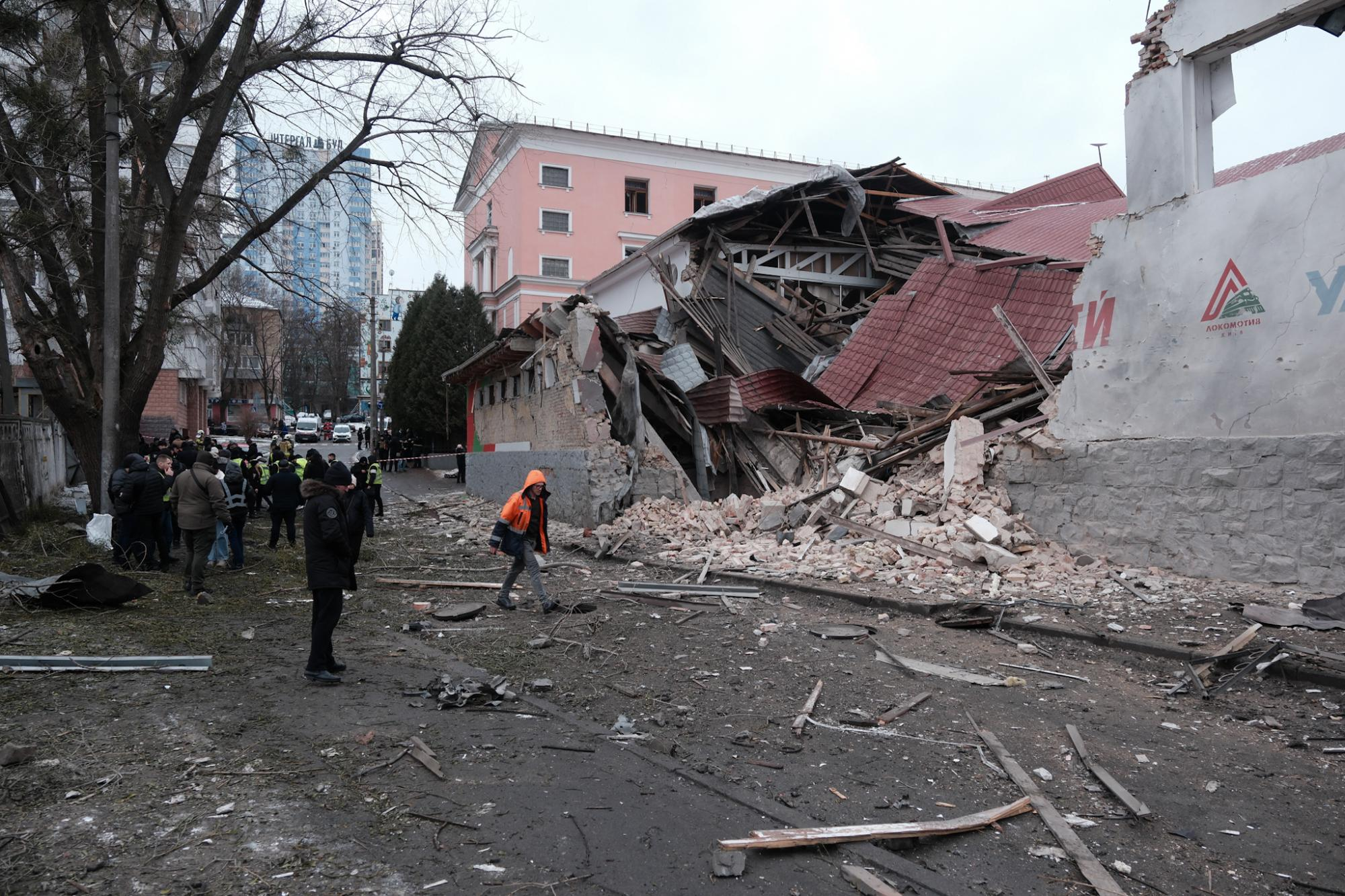
Здание стадиона «Локомотив» в Киеве после ракетного удара утром 23 января

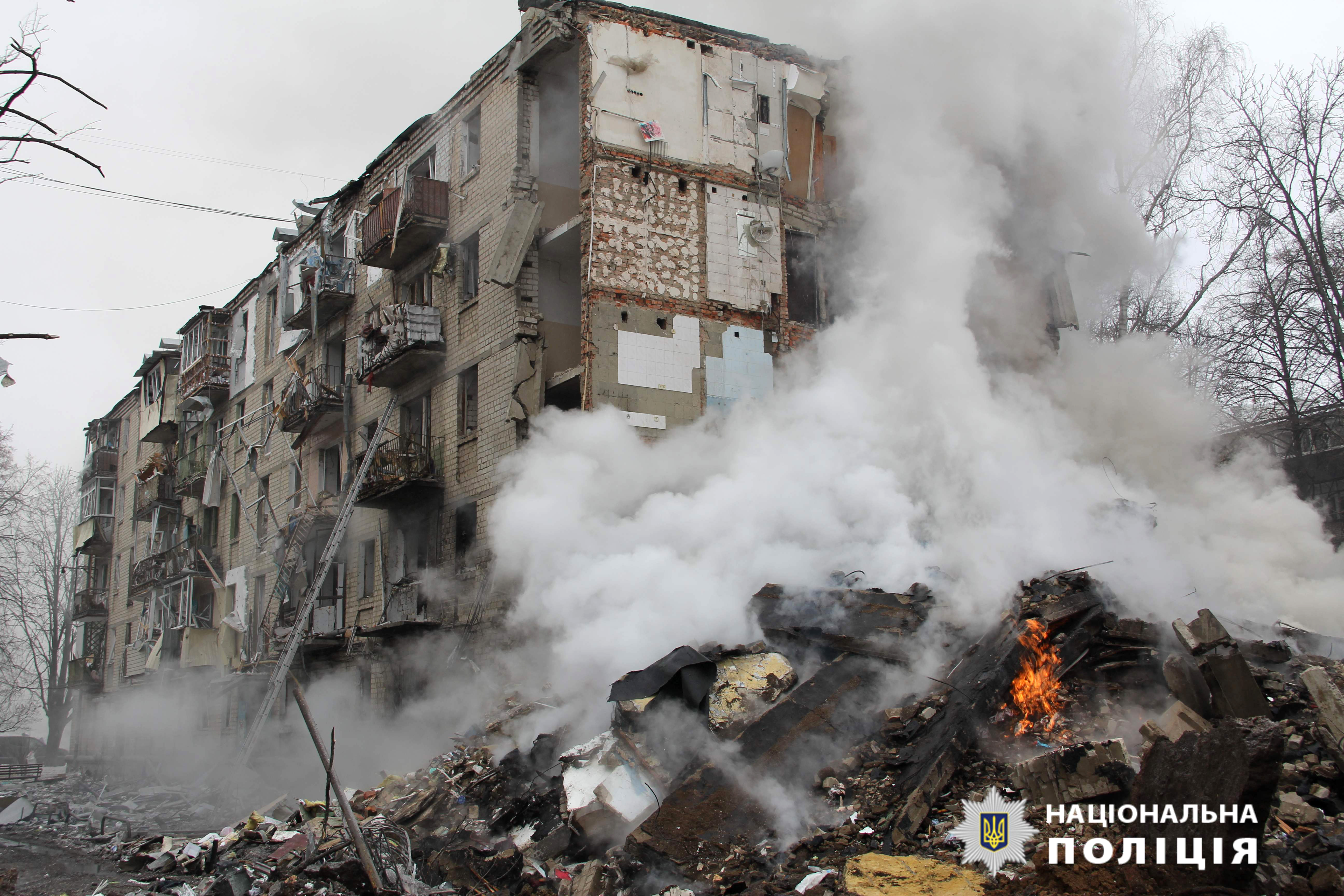
Дом в Харькове после ракетного удара утром 23 января

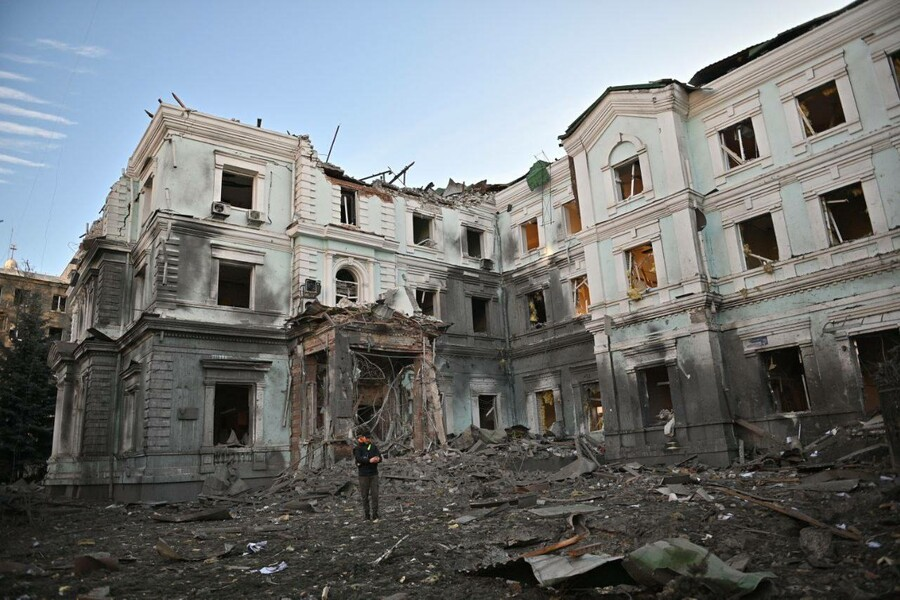
Здание Национальной академии правовых наук Украины в Харькове (купеческий особняк XIX века) после ракетного удара вечером 23 января

Ранним утром российские войска нанесли массированный ракетный удар по Украине. Всего была запущена 41 ракета, из которых сбили 21. Использовались крылатые ракеты Х-101/Х-555/Х-55, запущенные со стратегических бомбардировщиков Ту-95МС из Саратовской области, ракеты Х-22, запущенные с бомбардировщиков Ту-22М3, а также баллистические ракеты наземного базирования, авиационные ракеты Х-59 и ракеты ЗРК С-300/С-400.
В Киеве в результате обстрела повреждены жилые дома, детский сад, одно из зданий стадиона «Локомотив», другие здания и автомобили. По словам мэра Киева Виталия Кличко, в результате обстрела четырёх районов города пострадали 22 человека, в том числе четверо детей. Один из пострадавших на стадионе вскоре умер. В Киевской области повреждены три многоэтажных дома, частные дома и хозяйственные постройки, 12 легковых автомобилей и кафе; на парковке одного из жилых комплексов произошел пожар. Пострадали четверо людей.
Также был обстрелян Харьков: по информации Олега Синегубова, повреждено около 30 многоквартирных жилых домов, кроме того, разрушены частные дома, учебное заведение и другая гражданская инфраструктура, уничтожены автомобили. Один из подъездов жилого дома был полностью разрушен. В результате обстрела погибли 11 человек, более 60 пострадали.
Вечером того же дня Харьков был обстрелян ещё раз. Удар пришёлся по центральной части города. По данным местных властей, пострадали 9 человек (в том числе 4-летний ребёнок). Повреждены жилые дома и другие объекты гражданской инфраструктуры, частично разрушено здание Национальной академии правовых наук Украины.
В Павлограде, по данным властей Украины, в результате удара погибла женщина 43 лет. Повреждены 8 многоэтажных зданий и две школы. В Херсонской области погибли четверо мирных жителей и ранены шесть.
Вечером того же дня Владимир Зеленский сообщил о гибели по всей Украине как минимум 18 человек и ранении ещё 130. По его словам, повреждены более 200 объектов, в том числе 139 жилых домов. Министерство обороны РФ заявило, что удары были нанесены по военным целям Украины и все они были поражены.

## 24 января

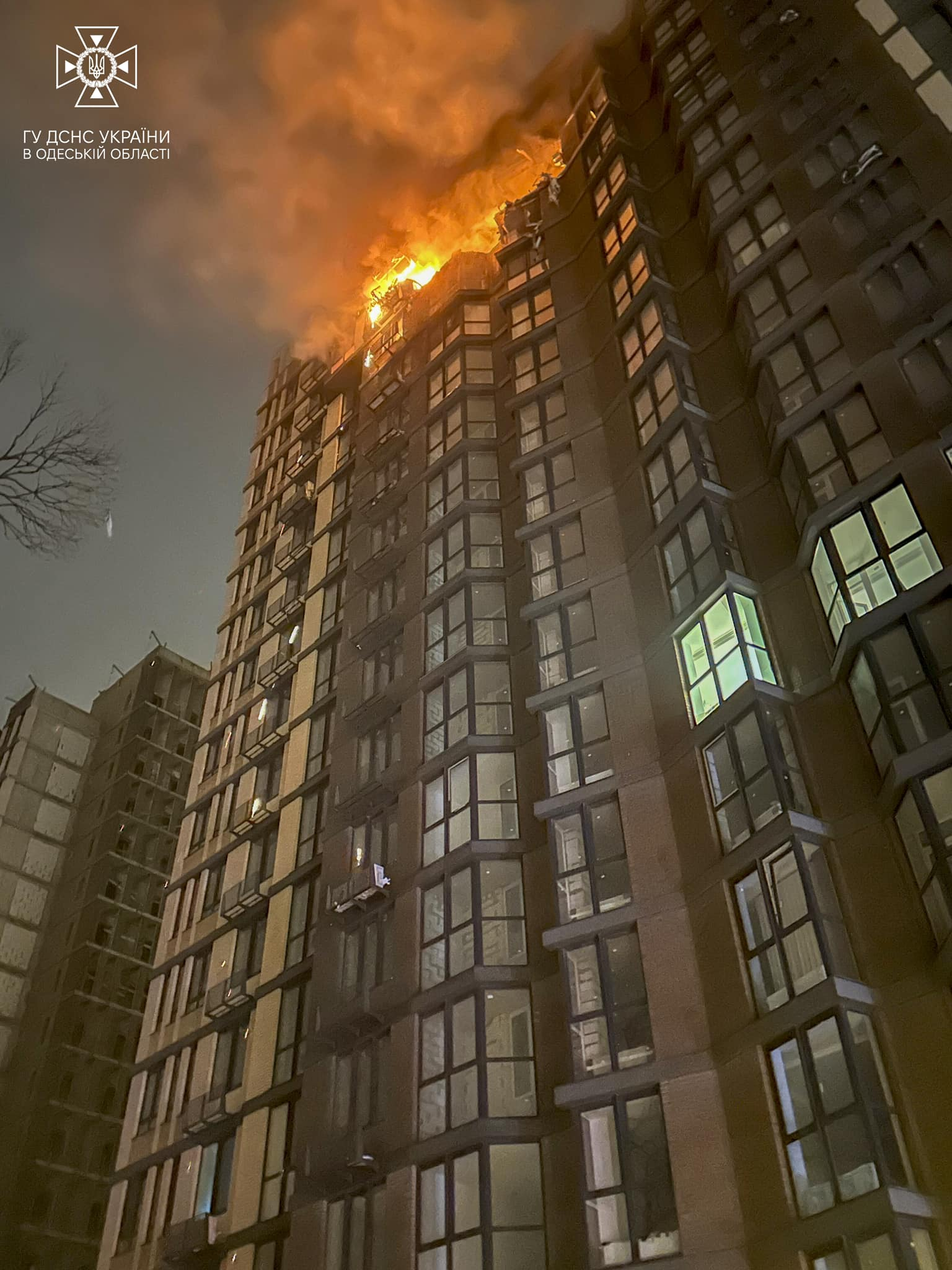
Дом в Одессе, повреждённый обломками сбитого беспилотника

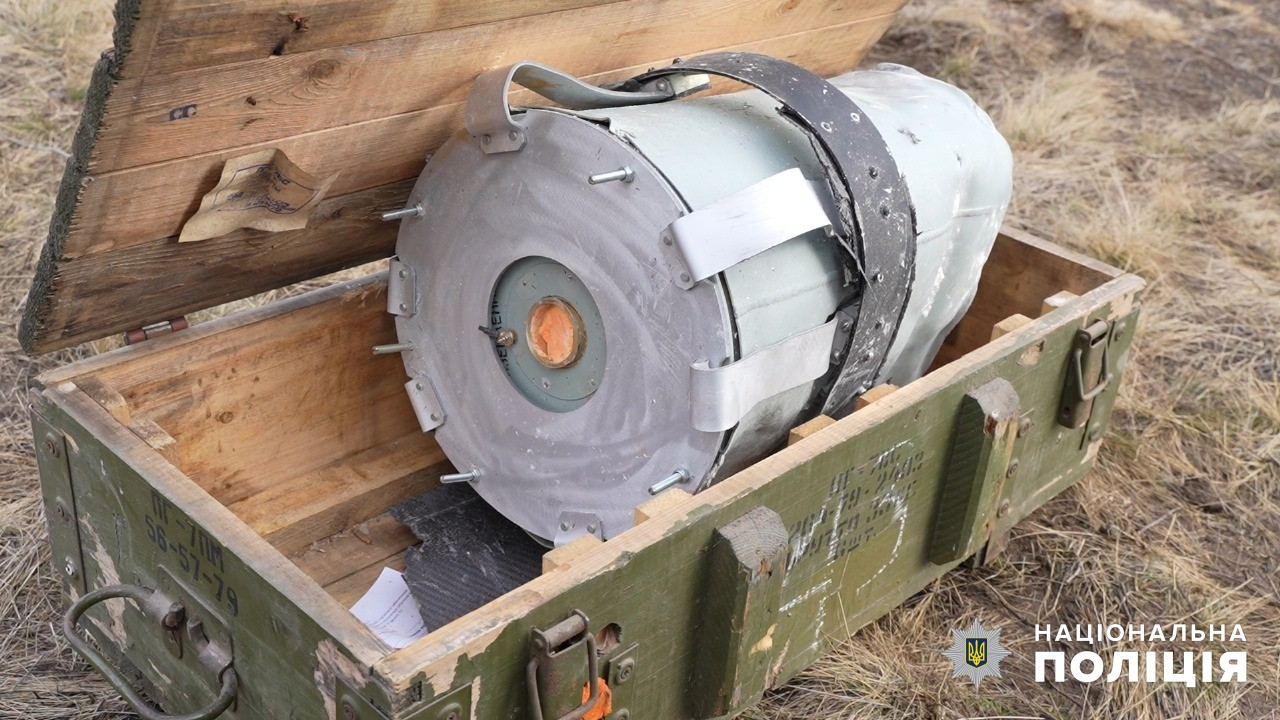
Боевая часть другого сбитого беспилотника, найденная после атаки Одессы

В Белгородской области потерпел крушение российский военно-транспортный самолёт Ил-76.
Минобороны России заявило, что в Орловской области ПВО сбило четыре украинских БПЛА.
По словам губернатора Белгородской области Вячеслава Гладкова, над Белгородом был сбит беспилотник, разрушений и жертв нет.
Губернатор Брянской области Александр Богомаз заявил, что вечером над территорией области было сбито два украинских беспилотника.
Вечером российская армия совершила атаку Одессы беспилотниками «Шахед-131/136». Загорелся склад мебельного комбината, сбитые беспилотники повредили жилые дома. Несколько человек пострадали.

## 27 января
Вечером, около 20:00, был нанесён удар ракетами по промышленному объекту в Кременчугском районе Полтавской области. Взрывы прозвучали также в Харькове и Полтаве.

## 28 января
Вечером, в то же самое время что и днём ранее, около 20:00 был нанесён удар по промышленному объекту в Кременчугском районе Полтавской области. Взрывы также прозвучали в Полтаве и Кременчуге.

## 29 января
По сообщению губернатора Ярославской области Михаила Евраева, при помощи РЭБ была предотвращена попытка нанесения удара по нефтеперерабатывающему заводу «Славнефть-Янос». По заявлению чиновника, пострадавших нет, инфраструктура не повреждена.

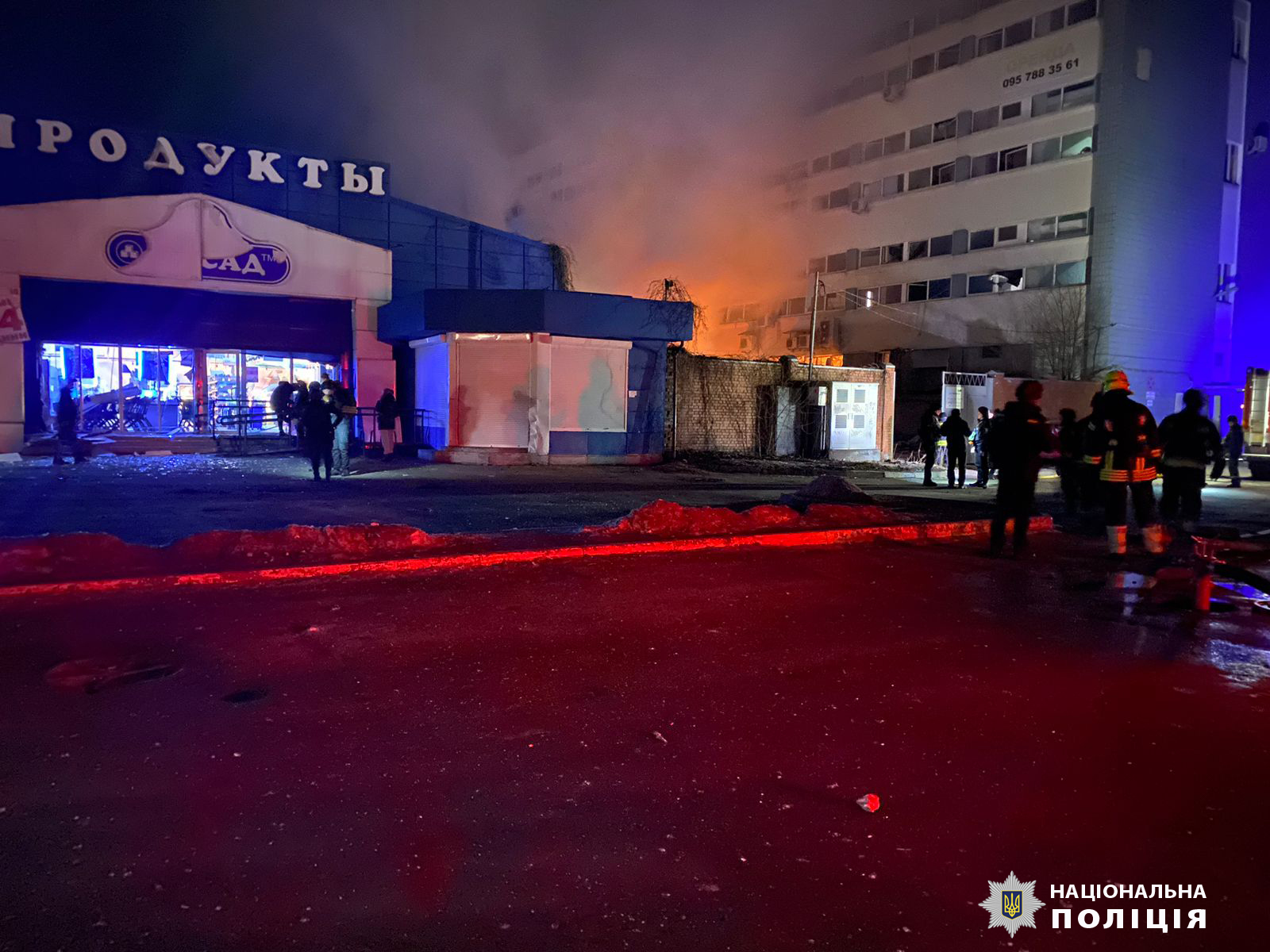
Пожар в Харькове после удара

## 30 января
Вечером, на фоне воздушной тревоги на большей части территории Украины, прозвучали взрывы в Полтаве. Воздушные силы Украины сообщали о запуске ракет на Кременчуг.
Вечером был нанесён удар не менее чем шестью дронами по жилым районам Харькова. Ранения получили 3 человека.

## 31 января
Состоялся 50-й по счёту с начала вторжения России на Украину обмен военнопленными между украинской и российской сторонами. Согласно заявлению Министерства обороны РФ, обмен произошёл 195 на 195 человек. После публикации российского заявления президент Украины Владимир Зеленский заявил, что из плена вернулось 207 украинских бойцов. Объяснения несовпадений цифр дано не было.